# Санвиталия лежачая
Санвиталия лежачая, также Санвиталия распростёртая, Санвиталия простёртая (лат. Sanvitalia procumbens), — однолетнее травянистое растение, вид рода Санвиталия (Sanvitalia) семейства Астровые (Asteraceae), типовой вид рода.
Происходит из Мексики и Гватемалы, нередко растёт в этих странах на возделываемых полях как сорняк. Культивируется во многих странах мира, в том числе как растение для альпийских горок и в качестве почвопокровного растения. В Мексике используется в народной медицине.
Вид был впервые описан Ламарком в 1792 году по растениям, выращенным в Париже из семян.

## Распространение
Естественный ареал вида — Мексика и Гватемала. Растение широко распространено на большей части Мексики, в Гватемале же является довольно редким, встречается только в трёх департаментах страны — Уэуэтенанго, Эль-Киче и Эль-Прогресо. Рудеральное и сорное растение. Растёт на сухих каменистых склонах, нередко встречается как сорняк на кукурузных полях.
Культивируется по всему свету, иногда дичает. Как заносное растение встречается в некоторых штатах США, а также в Евразии (Австрия, Бельгия, Индонезия).

## Биологическое описание
Однолетнее травянистое растение, как и все другие представители этого рода. Морфологически вид является весьма изменчивым.
Всё растение покрыто короткими волосками. Высота взрослых экземпляров составляет от 15 до 30 см, некоторые растения могут вырастать до 50 см. В поперечнике растения достигают примерно 40 см. Стебли тонкие, при этом прочные; сильно разветвлённые, с освещённой стороны — красноватого оттенка; могут быть как лежачими, так и прямостоячими.

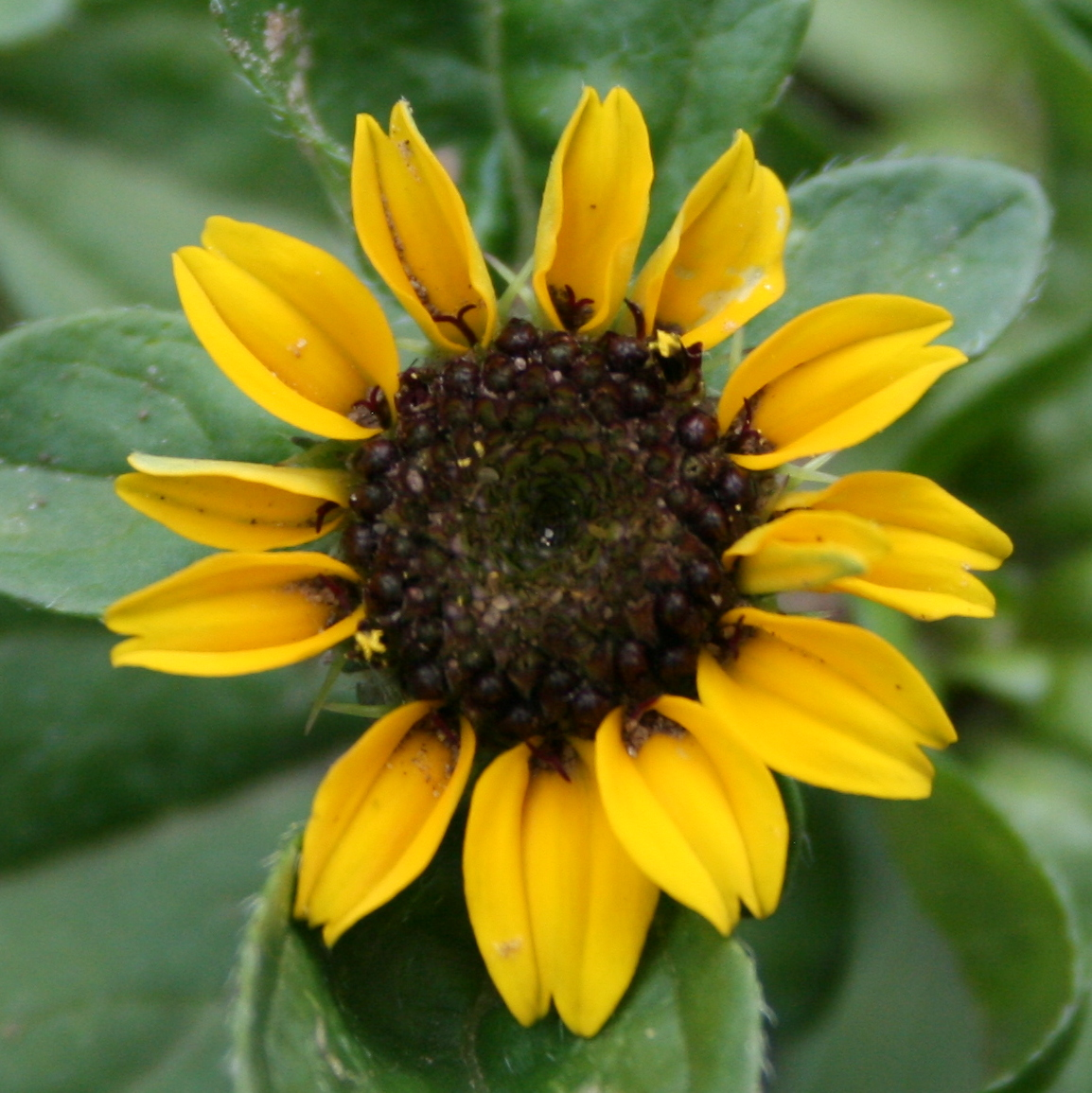
Санвиталия лежачая, соцветие крупным планом. Ботанический сад Майнца, Германия

Листья цельные, супротивные, зелёного цвета, с относительно короткими черешками (их длина составляет от одной четверти до одной пятой длины листовой пластинки). Форма листовых пластинок — от овальной до ланцетно-линейной (по описанию в другом источнике — продолговато-яйцевидные, ромбически-яйцевидные), в длину они могут достигать 6 см, в ширину — 3 см. Край листовых пластинок обычно цельный, но иногда может быть зубчатым.
Соцветия — расположенные на верхушках побегов одиночные гетерогамные (то есть содержащие цветки двух типов) корзинки диаметром, по разным данным, от 10 мм до 25 мм; похожи на соцветия представителей рода подсолнечник (Helianthus). Обёртки имеют чашевидную форму; образующие их листочки травянистые, расположены почти черепитчато, при этом наружные листочки намного длиннее внутренних; их общее число для санвиталии лежачей может колебаться от 13 до 21 (число листочков является важным диагностическим признаком — у родственного вида Sanvitalia abertii число таких листочков колеблется от 8 до 11). Цветоложе выпуклое, с полуобхватывающими цветки (позже плоды) прицветниками — плёнчатыми, соломисто-желтоватой окраски, продолговато-ланцетной формы, похожими на лодочки.
По краям корзинок расположены жёлтые (оранжево-жёлтые) трёхзубчатые язычковые цветки, обычно их насчитывается от 10 до 12 штук, длина их венчиков составляет от 2 до 9 мм. Внутренняя (дисковая) часть соцветия выпуклая, выглядит тёмно-коричневой или почти чёрной, образована тёмно-фиолетовыми трубчатыми цветками, имеющими пять зубчиков на верхушке. Краевые цветки — женские, цветки диска — обоеполые; пыльники в обоеполых цветках — с придатками на вершине. Цветёт растение в течение лета и осени.
Плод — семянка: трёхгранная, иногда короткоопушённая по краям, длиной от 2,5 до 3,5 мм и шириной от 1,5 до 2 мм. Плоды, образующиеся из завязей наружных цветков, отличаются от плодов, образующихся в центральной (дисковой) части соцветия. Наружные (краевые) семянки — трёхгранно-призматические (несколько сплюснутые), желтовато-серые, голые, с тремя похожими на ости щетинками на верхушке (могут быть длиной до 3 мм); из-за этих щетинок семянки санвиталии лежачей напоминают семянки растений из рода череда (Bidens). Внутренние семянки — ещё более сплюснутые, чем наружные, вплоть до полностью плоских; от тёмно-серого до тёмно-коричневого цвета, по их краю идёт узкое крыло. На верхушке внутренних семянок обычно присутствуют два зубчика-шипика, но встречаются семянки и без них. На поверхности внутренних семянок обычно расположены ряды белых бугорков; если же таких бугорков нет, то видны тонкие продольные рёбра. Семян в одном грамме содержится около 1200 штук.
Число хромосом: 2n = 16, 32.

## Использование в народной медицине
В мексиканской народной медицине растение используется с целью прерывания беременности, а также при головной боли. Его местное название, Sanguinaria, — форма женского рода от прилагательного sanguinariо (с исп. — «кровожадный», «кровавый»). Применяется перорально в форме настоя или отвара.

## Культивирование
Санвиталия лежачая культивируется во многих регионах мира как декоративное красивоцветущее растение; отличается «очень эффектными корзинками». Ещё Ламарк в 1792 году называл в протологе это растение jolie (с фр. — «хорошеньким»); он отмечал, что чёрный диск соцветия, обрамлённый жёлтыми лепестками, красиво выделяется на фоне тёмно-зелёных листьев.

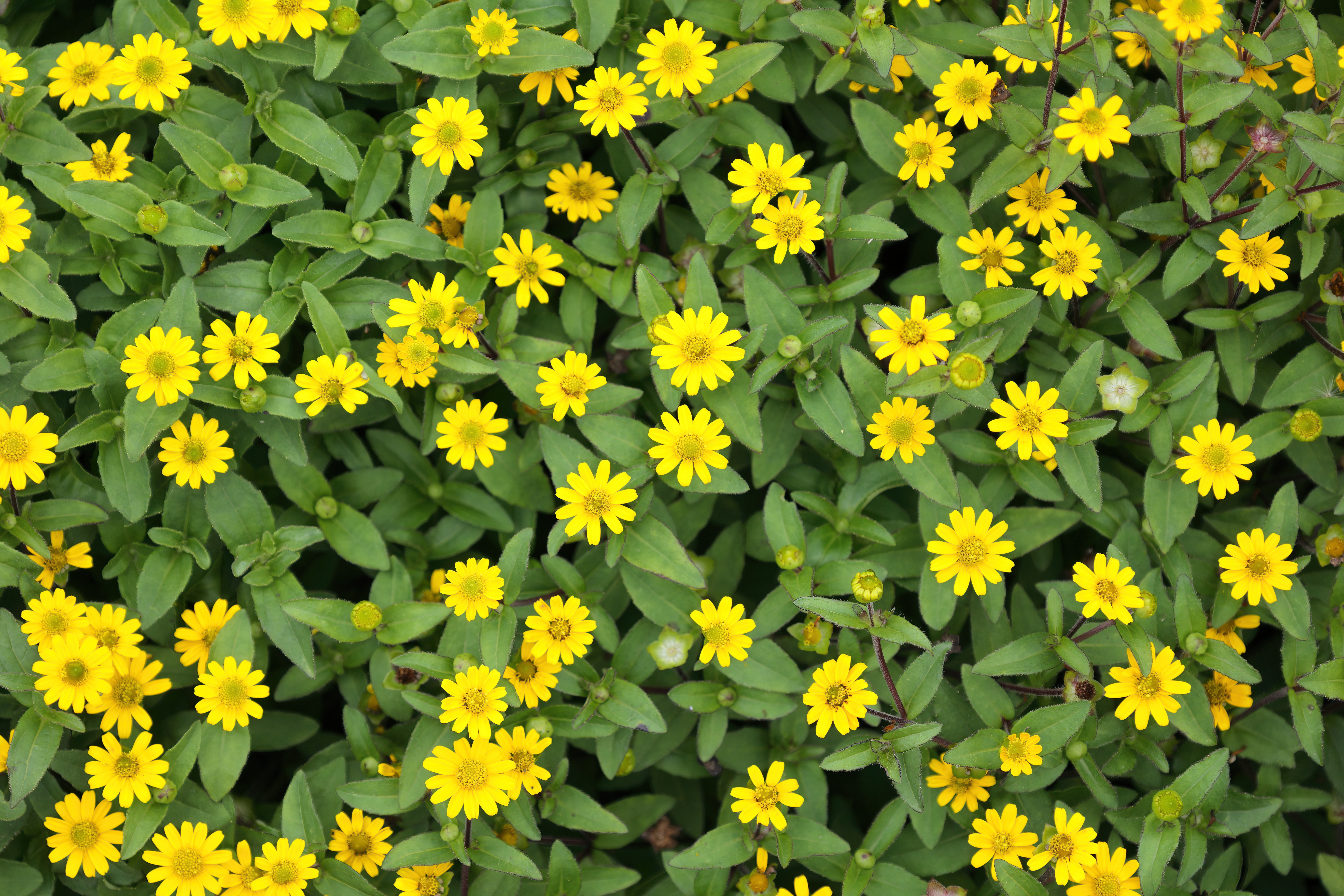
Растения сорта 'Million Suns'

В культуре — с 1798 года. Нередко размещается в каменистых садах (в том числе на альпийских горках), используется и как почвопокровное растение, а также для создания различного типа цветников — рабаток, бордюров и массивов. Может выращиваться и как ампельное растение. Выведены различные сорта, в том числе с махровыми соцветиями (из последних довольно известен сорт 'Оранж Глори' с оранжево-жёлтыми язычковыми цветками).

### Агротехника
Выращивать растение предпочтительно в относительно сухой дренированной плодородной почве (согласно другому источнику — в умеренно плодородной почве) на солнечных местах. В культуре растение размножают семенами, обычно с предварительным выращиванием рассады. В условиях умеренного климата семена обычно сажают в марте или апреле в полутёплый парник — либо высевают в мае непосредственно в открытый грунт. Рекомендуемое расстояние между выращиваемыми растениями — от 20 до 25 см; пересадка переносится хорошо. Цветение начинается примерно через 60—70 дней после посева семян, плодоношение начинается в августе.

## Таксономия и классификация

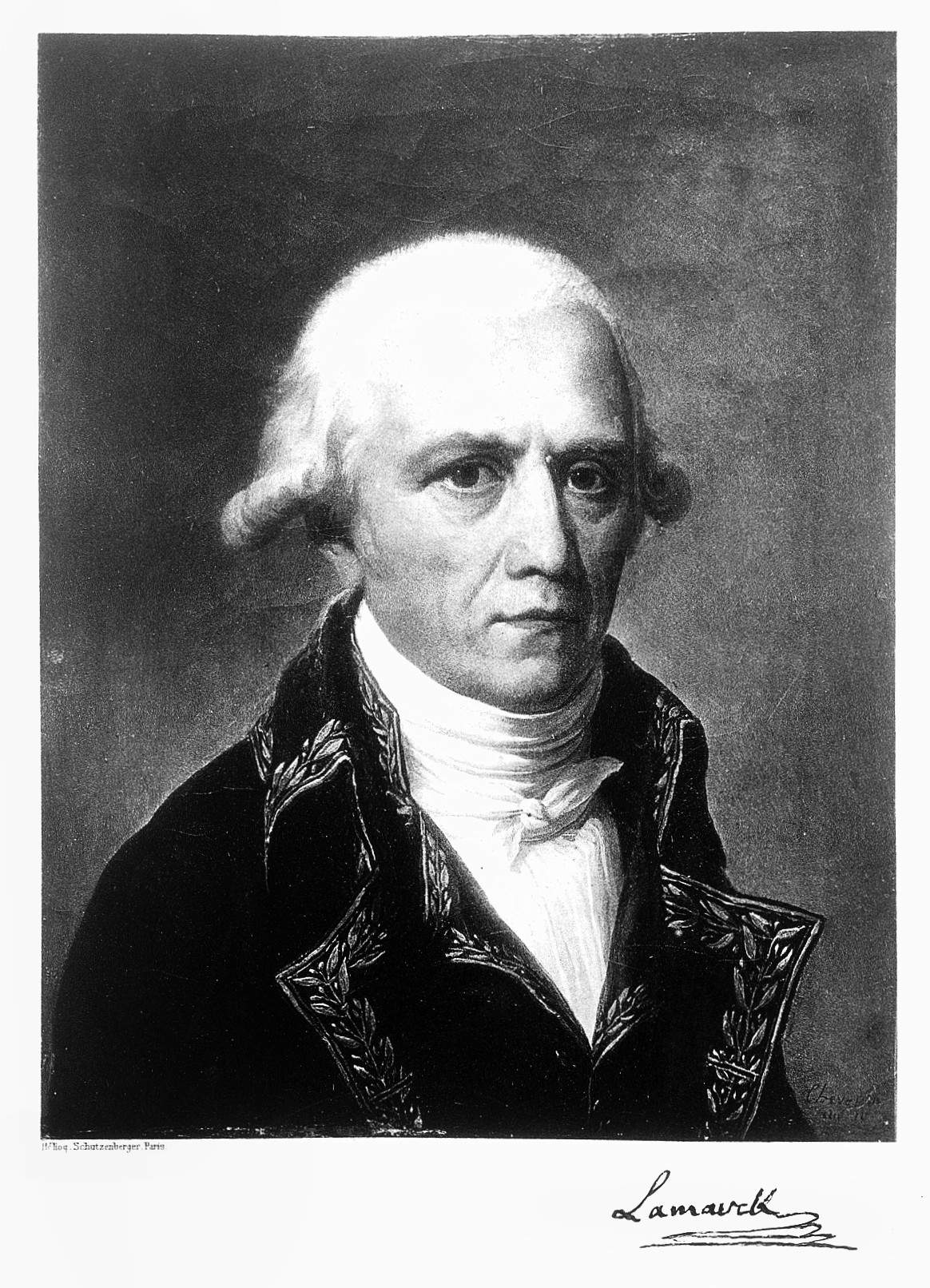
Жан Батист Ламарк (1744—1829), давший первое действительное описание вида Sanvitalia procumbens. Фотогравюра с портрета Шарля Тевенена

Первое действительное описание рода Sanvitalia и вида Sanvitalia procumbens было опубликовано французским учёным-естествоиспытателем Жаном Батистом Ламарком во втором томе издания Journal d'Histoire Naturelle в 1792 году в статье Sur le nouveau genre Sanvitalia (с фр. — «О новом роде Sanvitalia»). Начинается протолог со вступильной части, написанной на французском языке. В нём Ламарк отмечает, что описываемое им растение он выделяет в новый род, поскольку оно, хотя и похоже на растения родов Вербезина (Verbesina) и Энцелия (Encelia), отличается от них. Ламарк также указывает, что в соответствии с половой системой классификации Линнея род должен быть отнесён к XIX классу, Syngenesiae (с лат. — « Сростнопыльниковые»), а внутри класса — к порядку Polygamia superflua (с лат. — «Полигамия излишняя», «Многобрачие излишнее»).

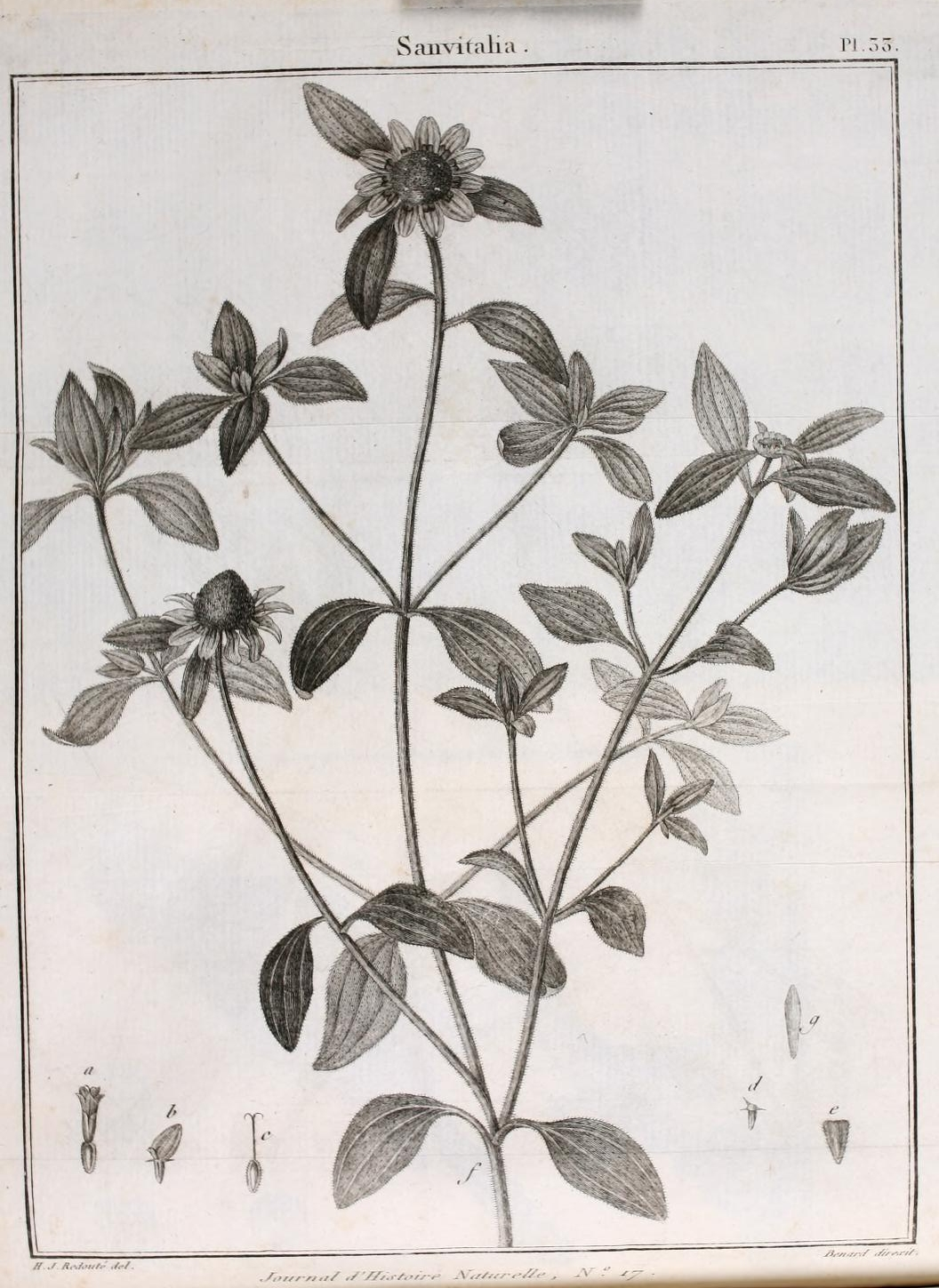
Sanvitalia procumbens, общий вид растения, а также его отдельные органы. Ботаническая иллюстрация из протолога рода и вида — статьи Ламарка Sur le nouveau genre Sanvitalia (1792)

Второй раздел протолога — «Признаки [рода]» — представляет собой два параллельных текста, размещённых в соседних колонках, на французском и латыни. Каждый текст состоит из двух частей — «Существенные признаки» (лат. Characteres essentiales) и «Природные признаки» (Characteres naturales). К существенным признакам нового рода Ламарк относит в том числе наличие язычковых цветков, многолистность и двурядность чашечки, уплощённость и голость семени, а также трёхзубчатость его верхушки. Заканчивается раздел сообщением о том, что род содержит единственный вид — Sanvitalia procumbens.
Третья часть написана на французском и представляет собой достаточно подробные сведения о новом виде. Ламарк указывает, что листья у нового вида такие же, как у вербезины и череды (Bidens), в чём-то также напоминают листья душицы (Origanum), а соцветия своим выпуклым и почти чёрным диском очень похожи на таковые у рудбекии (Rudbeckia). Почему он выбрал в качестве видового эпитета латинское слово procumbens (с лат. — «лежачая»), напрямую Ламарк не пишет, однако, называя растение по-французски La Sanvitale couchée, он указывает, что ses tiges sont … couchées … sur la terre (с фр. — «его стебли … лежат … на земле»).
Описание было сделано по тем растения, которые были выращены из семян, отправленным в Парижский национальный ботанический сад неким M. Gualteri. В протологе говорится, что родиной растения является Южная Америка (фр. Patrie : l'Amérique méridionale), однако есть вероятность, что в действительности эти семена были получены из Мексики.
Sanvitalia procumbens Lam. по состоянию на начало 2024 года — один из семи (по данным Plants of the World Online) либо шести (по данным WFO Plant List) подтверждённых видов рода Санвиталия (Sanvitalia), входящего в состав трибы Подсолнечниковые (Heliantheae) подсемейства Астровые (Asteroideae) семейства Астровые (Asteraceae).

### Синонимы
По информации базы данных Plants of the World Online  (на начало 2024 года), в синонимику вида входят следующие названия (все синонимы являются гетеротипными):
- Laurentia atropurpurea Steud. (1821), orth. var.
- Lorentea atropurpurea Ortega (1797)
- Sanvitalia acinifolia DC. (1836)
- Sanvitalia procumbens var. oblongifolia DC. (1836)
- Sanvitalia villosa Cav. (1797)
- Zexmenia thysanocarpa Donn.Sm. (1916)

## Комментарии
1. ↑  Линней использовал в названии порядка слово superflua (с лат. — «излишняя») по причине того, что в соцветиях, подобных таковым у санвиталии, имеются обоеполые цветки, дающие семена («жёны в браке»), а потому «помощь» плодущих женских периферийных цветков («наложниц») является, как он считал, «излишней»[22].